# Ґерд Цінтль
Ґерд Цінтль (нім. Gerd Cintl, 11 грудня 1938 — 26 грудня 2017) — німецький академічний веслувальник.
Олімпійський чемпіон 1960 року в складі розпашної четвірки зі стерновим.
Чемпіон Європи 1959 року в складі розпашної четвірки зі стерновим, срібний призер 1958 року в складі розпашної двійки без стернового.